# Збереження історичного середовища і реставраційні роботи в центрі міста Прага
Пра́га (чеськ. Praha) — це столиця та найбільше місто Чеської Республіки, адміністративний центр Центральночеського краю. Значна частина будівель та споруд історичного центру Праги — справжні витвори архітектурного мистецтва. Найвідомішим комплексом архітектурних пам'яток є Празький град із собором Святого Віта, Староміська площа з домінантними костелом Божої Матері перед Тином та Староміською ратушею з астрономічними курантами на ратушній вежі (чеськ. Orloj), а також історико-архітектурний заповідник Вишеград на правому березі Влтави. До історично цінних споруд належить готичний Карлів міст, збудований у XIV столітті з галереєю скульптур епохи бароко, будівлі Національного музею та Національного театру. У 1993 році 8 квадратних кілометрів історичного центру Праги було занесено до переліку об'єктів Світової спадщини ЮНЕСКО. На збереження старовинної архітектури щорічно витрачають понад мільярд доларів. У місті постійно ведуться реставраційні роботи.

## Збереження історичного середовища
Всесвітня спадщина історичного центру Праги (HCP) складається з двох частин — Історичного центру Праги  і парку Прухоніце. Історичний центр Праги визнаний об'єктом Світової спадщини в 1971 році. Це територія історичних міст Старого Міста (Staré Město), Нового Міста (Nové Město), Йозефова (старе єврейське місто), Малої Страни, Градчан та Вишеграду, а також частини сусіднього Смичова, Голешовіце, Винограду, Нуслю та Подолу.

### Спостереження та рекомендації від ЮНЕСКО

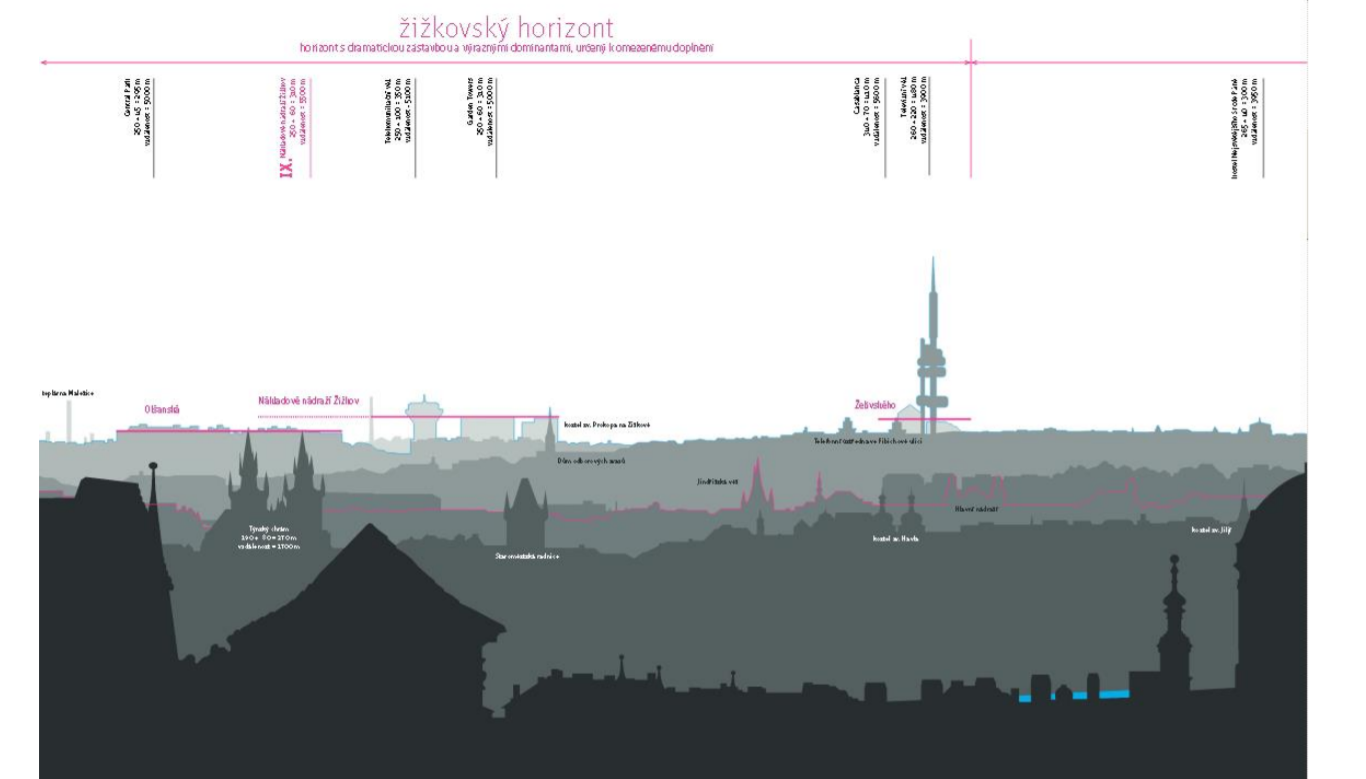
Візуальний горизонт Жижкова.

Щорічно проводиться моніторинг та фотофіксація Історичного центру Праги спеціалістами ЮНЕСКО з метою збереження її культурної спадщини. Найбільш серйозні негативні тенденції, що становлять загрозу для нього:

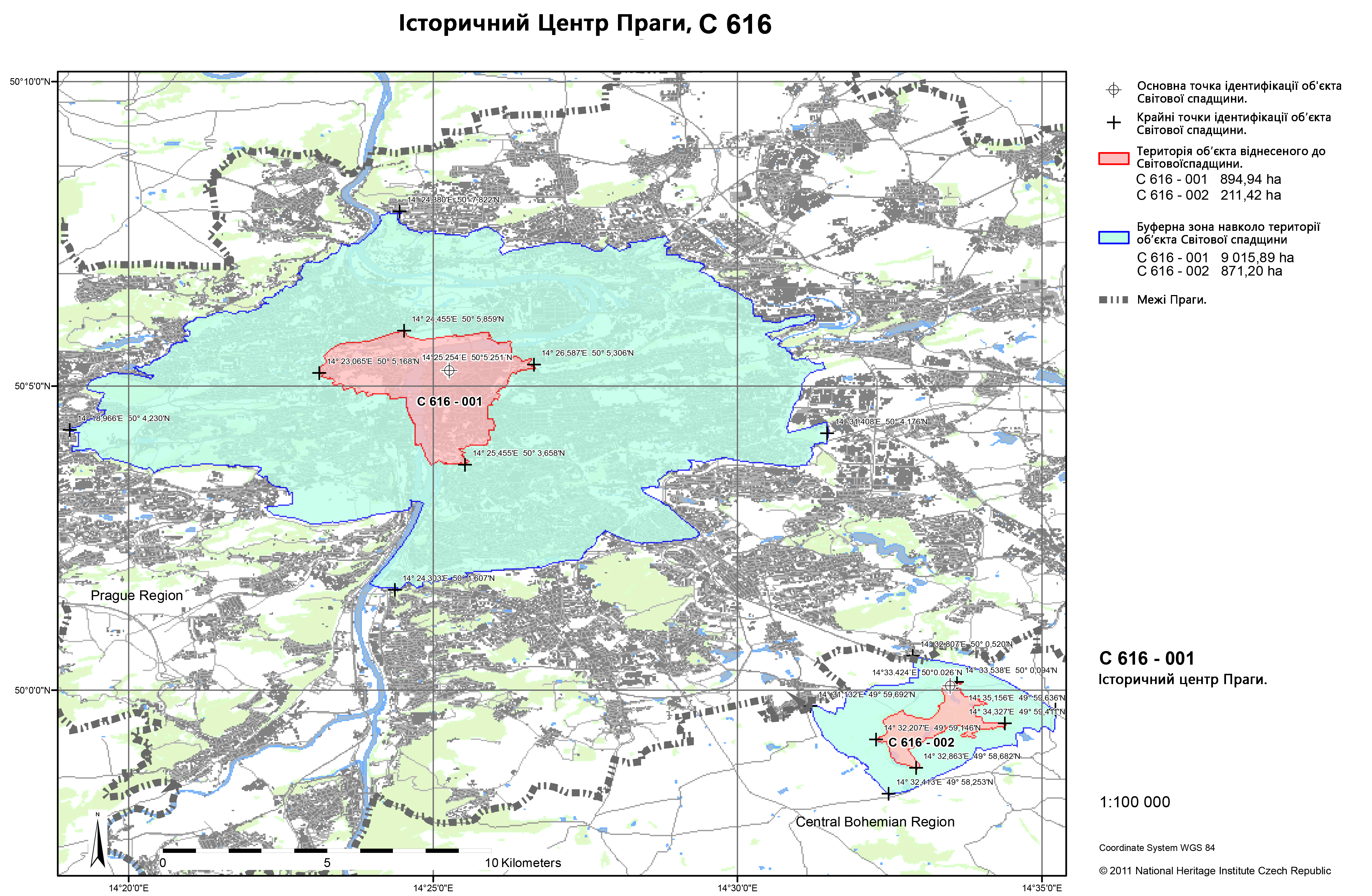
Межі Історичного центру Праги.

- будівництво висотних будівель на візуальних горизонтах об'єкту (в буферній зоні);

- збільшення висоти будівель (надбудови або нові будівлі). Зміна дахів, їх розширення, додавання навісів, кріплення габаритного сучасного обладнання;
- тиск на зміни в будинках через невідповідність вимог до функціонального використання; в деяких частинах зростання попиту на інтенсифікацію будівництва та збільшення щільності, що призводить до невідповідних змін історичного середовища; знищення фасадів — зміна кольорів або елементів;
- введення нових функцій для будівель, що не враховують змін в трафіку та пішохідному русі;
- людська діяльність, вандалізм.Візуальний горизонт Панкрацу.

| Фактори ризику      | Короткий опис основних рекомендацій                                                                     |
| ------------------- | --- |
| Будівництво         | Прийняття регуляторних планів на всю територію пам'ятки.                                                |
| Будівництво         | Стабілізація території протягом подальшого планування.                                                  |
| Будівництво         | Послідовний захист візуальних горизонтів через регулювання мерією.                                      |
| Трафік              | Зменшення величини автотрафіку.                                                                         |
| Трафік              | Запобігання подальшому зведенню великих автостоянок в центрі.                                           |
| Трафік              | Контроль транзитних перевезень через центр.                                                             |
| Трафік              | Регулювання руху човнів.                                                                                |
| Туризм              | Заборона створення нових малих архітектурних форм.                                                      |

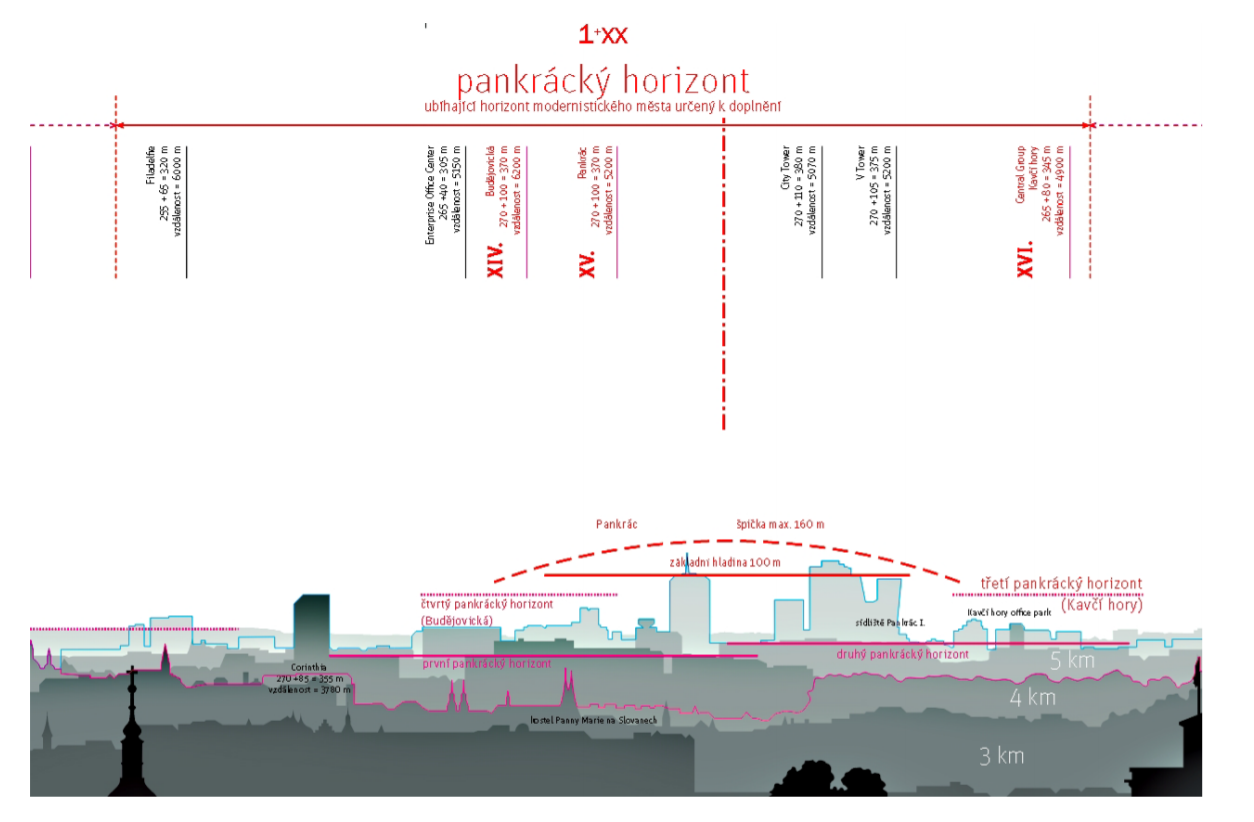
Візуальний горизонт Панкрацу.

| Нехтування захистом | Складання підходу на основі чинного законодавства, що веде до виправлення в максимально стислі терміни. |

## Реставраційні роботи в центрі Праги
У Чехії налічується близько 40 тисяч пам'яток архітектури. За те, щоби вони не перетворювались на руїни та не зносились під будівництво торговельних центрів, відповідає в столиці ціла низка інституцій. Чи відновлювати ту чи іншу будівлю, вирішує Відділ відновлення пам'яток мерії Праги. А за власне реставрацію і будівельні роботи вже відповідає Інститут національної спадщини. Відновлення історичних та культурних пам'яток у Празі відбувається безперервно.

### Національний музей
Національний музей (Národní muzeum) — найбільший і найстарший державний музей у Празі, головне й найбільше зібрання матеріалів з історії та культури Чехії. Фактично є об'єднанням низки музейних закладів, бібліотек, замків, окремих експозицій  та  виставок, а також  приписаних до музеїв пам'ятників видатним чеським персоналіям, причому не тільки в Празі. Головна будівля музею на Вацлавській площі жодного разу не перебудовувалося з моменту закінчення будівництва в 1891 році. Вона двічі ставало жертвою війн і конфліктів — в 1945-му і 1968-му роках. У 2011 році стан палацу було визнано аварійним, і музей довелося закрити. У 2015 році почалася його масштабна реконструкція. В ході капітального ремонту проклали 1300 км нового кабелю, встановили вантажні і пасажирські ліфти, відновили 230 дверей і 495 вікон. Для зручності відвідувачів стару частину музею з'єднали з новою за допомогою підземного переходу. Грамотний підхід до відновлення не тільки повернув колишній вигляд пам'ятки архітектури, а й збільшив виставковий простір на 30 %. Вартість ремонтних робіт склала понад 63,5 млн євро.
28 жовтня 2018 року, через 200 років з моменту створення і до 100-ту річниці від дня проголошення незалежної Чехословаччини, історична будівля Національного музею Чехії знову відкрила свої двері для гостей.
Директор Міхал Лукеш вважає, що реконструкція музею, що знаходиться в центрі міста, відноситься до одного з найскладніших проектів за останні роки. За його словами, незважаючи на масштаб і обсяг робіт, бюджет буде дотриманий. Проте повністю тривала реконструкція Національного музею, розташованого на Вацлавській площі в Празі, завершиться тільки в середині або навіть у другій половині 2020 року. В 2018 році відвідувачі зможуть побувати в деяких відреставрованих приміщеннях, через рік завершиться другий етап робіт і в музеї відкриється природознавча експозиція, ще через рік музей буде урочисто відкрито та буде повноцінно функціонувати. Відреставрований Національний музей порадує новими залами, внутрішніми двориками, в яких розташуються великі експонати, над ними з'явиться скляний дах. У музеї відкриється кілька кафе, громадських зон, майданчиків для проведення концертів та публічних виступів. Місцеві жителі і гості столиці зможуть побувати в куполі будівлі, з якого відкривається приголомшливий панорамний вид на центральні райони міста. Зміни до громадського простору вплинуть на Челаківські сади, в майбутньому планується побудувати громадський парк. Основні модифікації чекають на простір між історичними та новими будівлями Національного музею. Існує також нове підключення до трамвайної лінії на Виноградах та вулиці Шкрєтової. Зміни, які не вплинуть на трафік на автомагістралі, відбудуться цього року. Наприклад, прийдуть лавки та кошики. Основу загального бачення навколишнього простору Національного музею було розроблено Інститутом планування та розвитку міста Праги.

### Проект реконструкції Національного музею

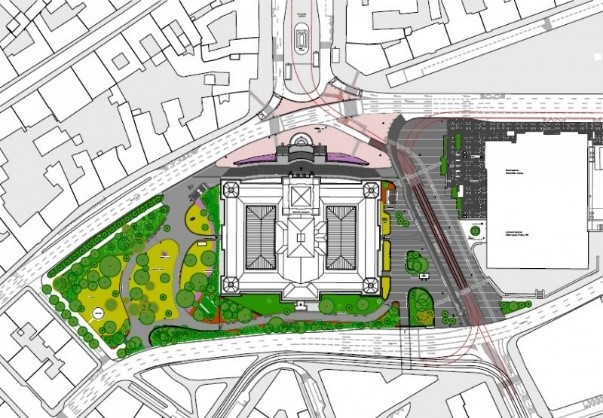

- Файл:Розріз.jpg
- Файл:Візуалка.jpg
- Файл:Розріз2.jpg
- Файл:Фото реконструкції Національного музею, Прага.jpg

### Староміська ратуша з курантами
Староміська ратуша Праги являє собою архітектурний комплекс, що складається з декількох будівель, що розташовані на Староміській площі, й поступово з'єднані у одне ціле для потреб магістрату Празького Старого міста. Історично перший дім — це кут раннього готичного будинку з кінця 13 століття. Домінуючою особливістю є масивна призматична башта, зведена в 1364 році. Після 1360 року на західній стороні першого будинку був побудований другий корпус, де був заснований зал ради. Цей зал з дерев'яною готичною стелею. На початку XV століття на південному фасаді ратуші спорудили астрономічний годинник, відомий як Празькі куранти. У 1458 році південне крило було збільшено ще одним будинком, побудованим на романських фундаментах. [5 ]
У квітні 2017 року почалася реконструкція Старої Ратуші. Вона проводиться в декілька етапів: реставрація вежі з галереєю, каплиці мерії, демонтаж та ремонт астрономічних годинників. Перший етап передбачає ремонт фасаду. З квітня по листопад була закрита галерея ратуші, де після ремонту з'явились нові перила. На другому етапі будівельники працювали з капелою вежі. Під час Другої світової війни вона постраждала від вибуху, і хоча її вдалося відремонтувати, наслідки пошкодження продовжують нагадувати про себе: по стіні проходили тріщини з самого верху до підлоги. Ремонту потребував і дах, який заливало дощем.
І нарешті, реконструкція торкнулась курантів. Вона розпочалась в лютому 2018 року. Реставратори повинні були повністю розібрати астрономічний годинник і відвезти його на ремонт. Вони повернули споконвічний колір заліза, який закривали численні шари графітової емалі.  Астрономічний годинник повернувся на своє місце в липні 2018 року. За відсутності курантів їх замінив великий екран, куди, за допомогою лазера, проектувались всі рухові та звукові ефекти астрономічних годинників, а також анімовані фігурки (4 людські пороки), що показують шоу кожної години. Ремонт обійшовся в 48 млн крон. [9]
Астрономічні годинники не підпадають під конкретний захист як пам'ятник; однак, це пам'ятка культури як частина мерії Старого міста. Нинішній майстер годинника — це скульптор Петр Скала, реставратор баштових годин з ліцензією реставратора Міністерства культури Чеської Республіки та уповноважений спеціаліст у галузі баштових годинників. Здислав Шіма відповідає за технічне обслуговування годинника.

## Археологічні дослідження в центрі Праги
Одним з провідних спеціалістів, що зараз займаються розкопками в Празі є Ярослав Подліска (13 жовтня 1970 р., Прага). Він вивчав археологію та історію на факультеті мистецтв Празького університету. З 1998 року він є співробітником Інституту національної спадщини; з 2009 р. — керівник відділу археології у Празі.
За словами Подліска, Прага насправді нагадує своєрідний курган з багатьма шарами, кожен з яких містить багато інформації про певні розділи минулого. Прага — це місто, яке постійно населяли протягом декількох тисячоліть. Люди століттями жили, працювали і помирали тут. Це не могло не залишити певних слідів. Таким чином, ми можемо побачити ранню середньовічну Прагу, розташовану на важливому торговельному перехресті, з її чисельним населенням. Тоді настає Прага Високого Середньовіччя, пов'язана з виникненням і розвитком перших міст. Пізніше — модерна Прага — це місто грандіозних будівель, палаців та церков. Для археологів це реальність. Наприклад, під сучасними бруківками на Староміській площі, на глибині близько двох метрів, можна зустріти давніх мешканців замків, які були поховані там на рубежі 10-го століття, коли міста ще там не існувало. Для міста це надзвичайно типова трансформація використання житлового простору.

### Археологічні дослідження на площі Республіки
В Празі проводилось чимало археологічних розкопок. Одним з наймасштабніших досліджень стали розкопки на площі Республіки. Розташована в сьогоднішньому центрі Праги, колись вона була кордоном, яка розділяла два міста — Старе і Нове. В кінці 18 століття, разом з двома іншими містами, Малою страною і Градчанами, вони були об'єднані в одне місто — Прага. Ініціатором розширення меж Старого міста був прославлений король Чехії і імператор Священної Римської імперії Карл IV. Так виникла одна з найкрасивіших площ Праги — Площа Республіки.
На місці, де велися розкопки, знаходився монастир церковного католицького ордена капуцинів, який був заснований в першій половині 15 століття, в період рекатолізаціі Чехії. Цей монастир, як і безліч інших, був в кінці 18 століття зруйнований за наказом імператора Йозефа II і на його місці були побудовані казарми.
Розкопки показали, що на території побудованого Карлом IV Нового міста ще за 200 років до того знаходилося поселення багатих купців з різних земель. Знайдені залишки романського палацу і двох житлових будинків є тому доказом. «Про багатство і рівні життя власників знайдених будинків і палацу свідчать окремі предмети. Це, наприклад, масивний золотий перстень із зображенням античної богині Вікторії і написом в обрамленні на івриті: „Мойсей — син царя Соломона“. Це говорить про єврейське походження власника романського палацу, який ми виявили при розкопках. Це найстаріший документ про існування єврейської громади в Празі. Одним словом, тут була резиденція багатих закордонних купців різних національностей», уточнюють археологи.